# Teddy Arundell
Teddy Arundell (1873 i Devon – 5. november 1922 i London) var en britisk skuespiller.

## Filmografi
- The Lyons Mail (1916)
- Justice (1917)
- Nelson (1918)
- Mr. Wu (1919)
- The Elusive Pimpernel (1919)
- The Amateur Gentleman (1920)
- The Tavern Knight (1920)
- Bleak House (1920)
- The Fruitful Vine (1921)
- Greatheart (1921)
- The Four Just Men (1921)
- General John Regan (1921)
- Kipps (1921)
- The River of Stars (1921)
- Cocaine (1922)
- The Passionate Friends (1923)